# Groupes d'autos-mitrailleuses et autos-canons
Les Groupes d’autos-mitrailleuses et autos-canons (GAMAC), connus également sous divers autres noms et abréviations, sont créés en septembre 1914 par le général Gallieni à partir de quelques éléments de la Marine pour apporter une puissance de feu mobile aux armées combattant dans le Nord et en Belgique. À la fin de 1914, les grandes unités de cavalerie disposent de 16 groupes d'autos-canons de la Marine, rejoints par le 17e groupe le 7 juillet 1915. Ces petites unités s’avèrent, dans leurs débuts, d’un emploi délicat au combat du fait des caractéristiques des véhicules, poids trop élevé, blindage trop mince. Leurs contributions efficaces dans divers types d'opérations à la fin 1917 et dans les campagnes de 1918 consacrent l'utilité de l'arme blindée motorisée au sein des unités de cavalerie.

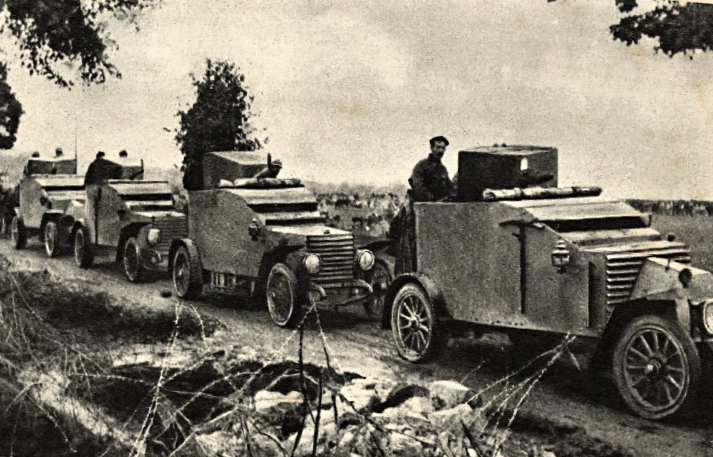
Deux autos-mitrailleuses encadrant deux autos-canons progressent vers le front (octobre 1915)

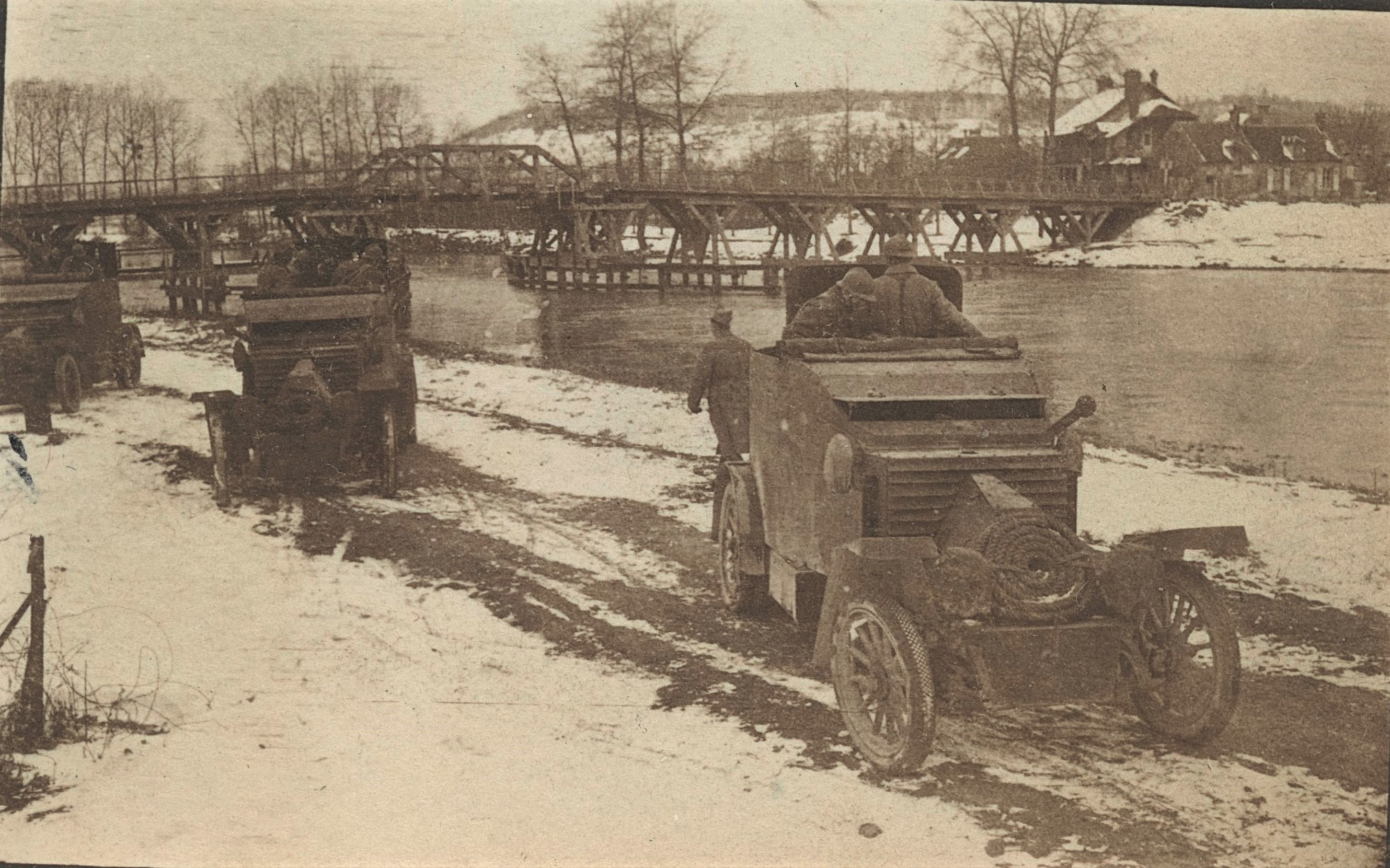
Autos-mitrailleuses au bord du canal de l'Oise (mars 1918)

## Identification
Ces unités, d’une grande nouveauté en 1914, pour l’Armée en général et la cavalerie en particulier, sont l'objet  d'une relative imprécision dans leur identification. Leur dénomination fluctue selon les unités de rattachement, les rédacteurs des comptes-rendus officiels, les auteurs d’historiques d’unités et les périodes de la guerre. Les marques de reconnaissance, insignes d'arme, tampons d'unités, n'apparaissent que tardivement.

### Dénominations
Parmi les noms et abréviations désignant ces unités on relève :
- « Groupe d'autos-canons de 37 de la Marine »[1].
- « Groupe d’A.C.M. »[2].
- « Groupe A.M.A.C. » (Auto-mitrailleuse-auto-canon)[3]
- « Groupe d’A.M.C. » (Autos-mitrailleuses de la Cavalerie)[4].
- « Groupes d’auto-mitrailleuses et d’auto-canons de la cavalerie »[5]
- « Groupe mixte auto-mitrailleuses et auto-canons », intitulé officiel des Journaux de marche et opérations ouverts en 1916[6]. Cette dénomination est fréquemment simplifiée en « Groupe mixte ».

### Marques de reconnaissance
- Insigne de type d’unité

Il faut attendre une instruction de février 1917 pour que les GAMAC soient pourvus d'un insigne spécifique symbolisant deux canons en X, surmontés d'une grenade et enserrant les lettres A M. Cet insigne, déclinaison de l'insigne de l'artillerie spéciale, est cousu sur la manche gauche et sur les pattes de col de la veste d'uniforme. Il apparait parfois peint sur les véhicules comme sur cette auto-mitrailleuse du 12e GAMAC présentée pour une revue en mars 1918, devant le château de Nampcel (Oise), en ruines.

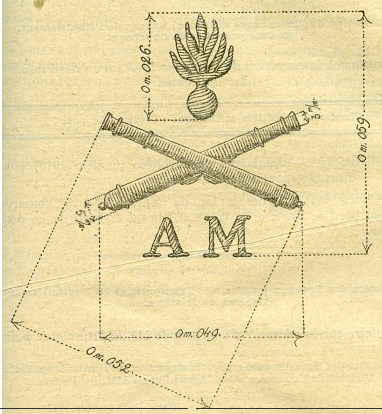
Insigne de manche gauche «Auto-mitrailleuse» (1917)
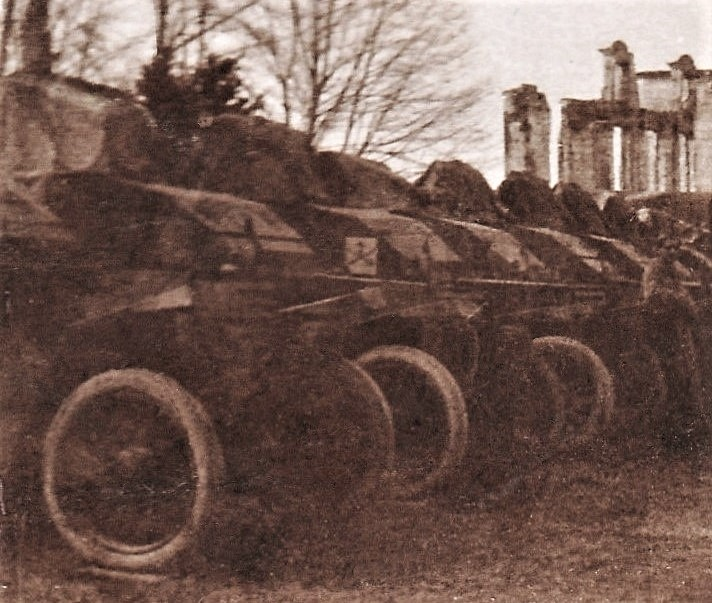
Insigne AM blanc sur auto-mitrailleuse (1918)
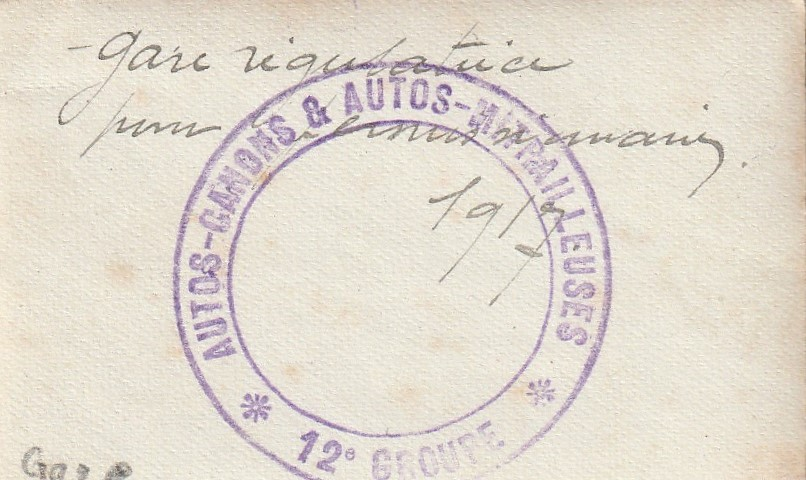
Timbre 12e GAMAC (1917)

- Timbre d’unité

Même s'il ne dispose pas de l'autonomie administrative (voir ci-dessous) chaque GAMAC est bien une unité constituée avec son Journal des marches et opérations et son timbre d'unité à l'instar de celui du 12e GAMAC apposé au dos d'une photo de groupe de permissionnaires en attente d'embarquement dans un train.

### Unités d'autos-mitrailleuses et/ou d'autos-canons autres que les GAMAC
Créées avant, pendant et immédiatement après la Première guerre, plusieurs unités d'artillerie légère dont les dénominations intègrent les expressions « autos-mitrailleuses » et/ou « autos-canons » ne doivent pas être confondues avec les GAMAC. Bien que certaines mettent en action des moyens techniques similaires à ceux des GAMAC, elles n'en partagent ni la composition, ni les affectations.
- Les sections d'autos-mitrailleuses des grandes unités de cavalerie en 1914[7]

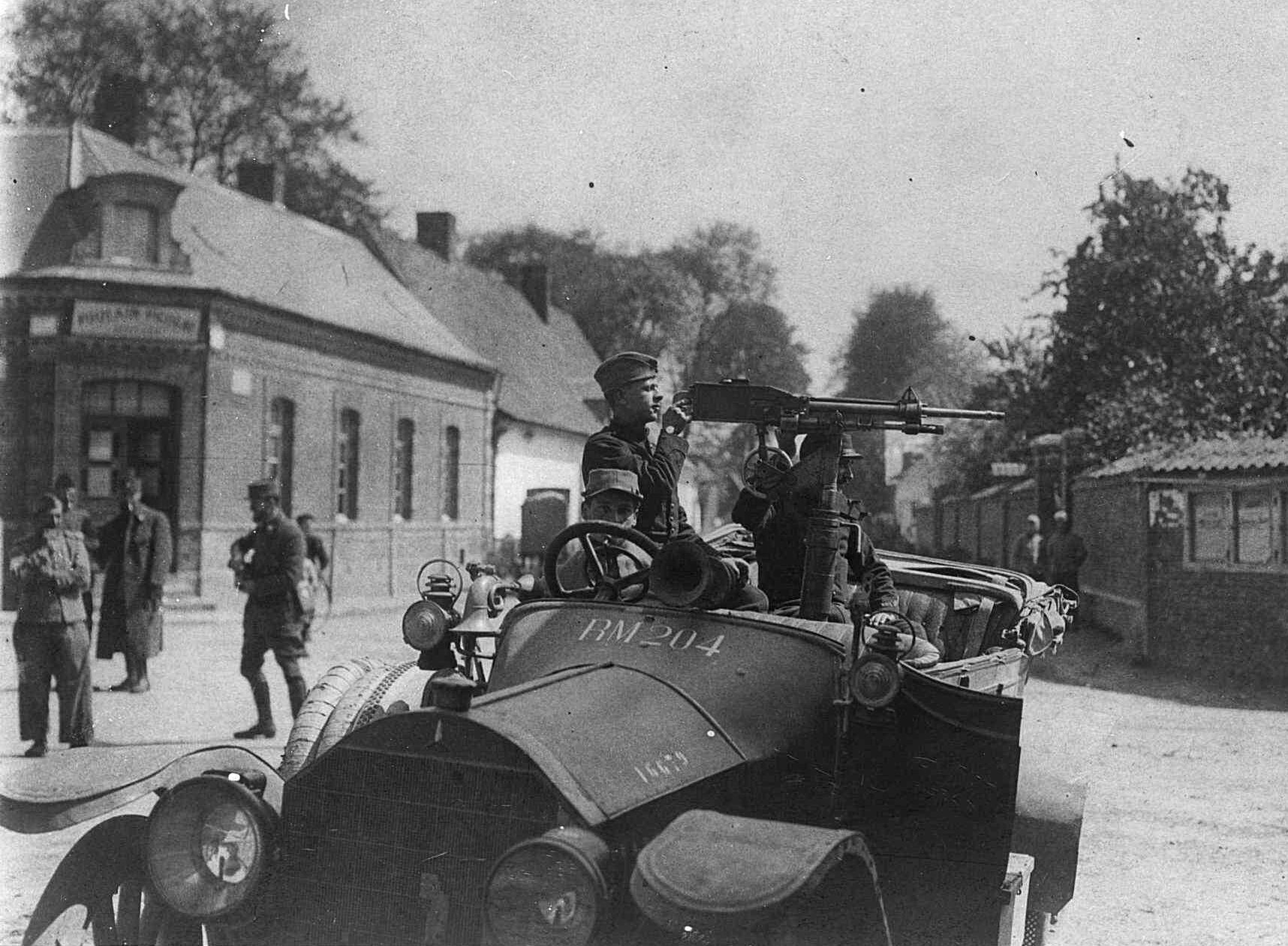
Mitrailleuse sur voiture de tourisme (près d'Arras, 1915).

- - Le Corps de cavalerie Sordet sous l'impulsion du capitaine Boucherie, spécialiste des autos-mitrailleuses, se dote de deux sections de 3 autos-mitrailleuses chacune qui accompagnent l'état-major du corps dès son départ vers la Belgique le 6 août 1914. L'auto-mitrailleuse n'est qu'une voiture de tourisme, débarrassée de sa carrosserie, sur le plancher de laquelle a été fixé le trépied d'une mitrailleuse fournie par le dépôt du 147e régiment d'infanterie. La dissolution du corps Sordet le 26 septembre 1914 met fin à l'expérience.
  - L'état-major du 2e corps de cavalerie compte fin 1914 un petit détachement de 3 « autos-mitrailleuses, simples voitures de liaison munies d'un armement de fortune », commandé par le capitaine de Bourbon-Chalus qui commande ensuite les autos-mitrailleuses de l'armée d'Orient puis le 5e GAMAC.
  - L'état-major de la 2e division de cavalerie s'adjoint à l'automne 1914 une section d'autos-mitrailleuses similaire à la précédente.
  - La 10e division de cavalerie reçoit pour son état-major, fin 1914, deux autos-mitrailleuses Peugeot, remplacées en février 1915 par une section d'auto-mitrailleuses détachée du 19e régiment de dragons.
- Le Corps expéditionnaire d'Orient incorpore courant 1915 un groupe d'autos-mitrailleuses à 3 sections dont la composition, les effectifs et les armements sont proches de ceux des GAMAC. Ce groupe sous le commandement du capitaine de Bourbon Châlus opère en Serbie et en Bulgarie[8],[N 1].
- Batterie d'auto-canons mitrailleuses

« Batterie d'auto-canons mitrailleuses ».
- Le groupe d'autos-canons de 47.

Un groupe de 4 autos-canons armés du canon à tir rapide modèle 47 mm TR est créé en novembre 1914 et placé sous le commandement du Lt de vaisseau de Villeneuve-Bargemon,.
- Les sections d'autos-canons de 75

Armées de canons de 75 mm modèle 1910, les « sections autos-canons » ou « sections de 75 automobiles » relèvent de l'Artillerie Anti-Aérienne (AAA). Cette destination opérationnelle leur impose mobilité et autonomie sur l'ensemble du théâtre des opérations. Elles peuvent ne pas avoir d'affectation précise autre que de relever d'un Groupe AAA à la disposition d'une grande unité. À partir de 1916 la plupart des sections de 75 antiaériennes sont  affectées à un régiment d'artillerie de défense contre avions comme la 68e section affectée au 66e régiment d'artillerie de défense contre avion et remarquée en 1918.
La défense antiaérienne compte 77 sections d'autos-canons de 75, composées chacune d'une soixantaine d'hommes et de deux pièces de 75 mm sur plateau ou remorque.

## Historique

### Au préalable, lever les réticences
Les groupes d'autos-mitrailleuses et autos-canons sont la résultante de plusieurs courants dont la convergence ne pouvait être acquise à la déclaration de guerre en août 1914. De nombreuses réserves bloquent l'innovation comme par exemple ces conclusions de la Commission d'enquête des 30 juin et 1er juillet 1903 présidée par le Colonel Rouquerol, commandant l’Artillerie de la 12e division d’infanterie statuant sur l'opportunité d'emploi d'une Charron Girardot Voigt 1902, armée d'une mitrailleuse Hotchkiss modèle 1901 :

« ... étant donné le poids de la voiture (3.000 kg), son prix de revient élevé (45.000 F.), les risques auxquels elle serait exposée et qui semblent hors de proportion avec la puissance de l’engin, la rareté des circonstances où elle pourra agir utilement, il n’y a pas lieu de faire de l’Auto Mitrailleuse un engin de combat. »

Pour arriver à lever ce type de réticence, il faut faire confluer : 
- Les courants d'évolutions techniques :

Possibilité de fixer une mitrailleuse sur un véhicule, de la faire pivoter sur son arbre
Possibilité de fixer sur un véhicule un canon de petit diamètre à tir rapide
Possibilité de monter une protection (blindage) sur ces véhicules
Disponibilité de véhicules suffisamment robustes et vastes pour recevoir équipage, armes, munitions et blindage
- Les courants d'évolutions de la doctrine militaire :

Acceptation de la diminution de l'efficacité de la cavalerie montée
Acceptation par la hiérarchie de la possibilité de tirer à la mitrailleuse depuis un véhicule, une « auto mitrailleuse »
Acceptation par la hiérarchie de tirer au canon depuis un véhicule, une « auto canon »
Aptitude des chefs de corps à intégrer des véhicules armés dans la tactique

### Gallieni: le catalyseur de septembre 1914
Les premières semaines de combats aboutissant à la bataille de la Marne font prendre conscience de la nécessité d'évoluer très rapidement dans de nombreux domaines. La mobilité de l'artillerie légère devient une priorité. Le général Gallieni, gouverneur militaire de Paris, fort du succès et de l'impact psychologique de l'opération des taxis de la Marne s'empare du projet d'unités d'autos-mitrailleuses et d'autos-canons sur lequel travaille le lieutenant Lesieure Desbrières. Le Général Gallieni est définitivement convaincu de l'intérêt de ce nouveau moyen lors de la création de la batterie d'autos-mitrailleuses du capitaine Drouet à l'instigation du gouverneur militaire du Havre. Le 6 septembre 1914 il ordonne à l'établissement d'artillerie de Vincennes de monter des canons de 37 sur des véhicules Renault et charge le Lieutenant de vaisseau Hergault, assisté du lieutenant Lesieure Desbrières, de conduire cette opération dans les meilleurs délais. Les groupes autos-mitrailleurs et autos-canons commandés par des officiers de marine, préfiguration des GAMAC sont lancés,.
Près d'un an plus tard, la Chambre des députés approuve l'initiative du futur maréchal : « La Commission de l'Armée, réunie sous la présidence de M. le général Pédoya, a entendu lecture et approuvé à l'unanimité les conclusions d'un rapport très documenté de M. Maurice Bernard, sur les auto-mitrailleuses et les auto-canons. »

### Dates charnières
Le général Eugène Féraud, à la tête du 1er Corps de cavalerie de mars 1917 à fin décembre 1918, constate avec quatre années de recul la profonde transformation de la Cavalerie française devenue « une puissance de feux » grâce aux modifications de l'armement, c'est-à-dire grâce à l'introduction fin 1914, et au développement au cours du conflit, de l'artillerie légère et mobile dans les grandes unités de cavalerie :

« En 1914, point de moyens propres [d'artillerie] au corps de cavalerie, mais l'on met de suite des mitrailleuses sur des autos de tourisme, ce qui est l'origine de l'auto-mitrailleuse-canon blindé qui est lui-même le frère ainé du char d'assaut […].

En 1915, chaque division de cavalerie reçoit un groupe d'autos-mitrailleuses-autos-canons blindés comprenant trois autos-canons et six autos-mitrailleuses.

En 1916, les divisions de cavalerie, [reçoivent] deux groupes d'autos-mitrailleuses-autos-canons au lieu d'un. Le corps de cavalerie reçoit un groupe d'autos-mitrailleuses-autos-canons.

En 1917, les voitures des autos-mitrailleuses-autos-canons sont progressivement transformées pour pouvoir marcher indifféremment en avant et en arrière. 

En 1918, le corps de cavalerie reçoit un deuxième groupe d’autos-mitrailleuses-autos-canons. 

Les autos-mitrailleuses-autos-canons deviennent progressivement autos-mitrailleuses-canons, la même voiture étant armée d’une mitrailleuse et d'un canon de 37 »

### Bilan positif en fin de guerre
Ces nouvelles unités et leurs moyens mécaniques sont évalués au cours de la campagne contre l'Allemagne et quelques années après par les stratèges.
- Fin mars 1918, à l'issue d'un fort engagement dans la zone Montdidier-Roye (Oise), l'état-major de la 1e Division de cavalerie résume :

« Les A. C. M. ont rendu les plus grands services comme moyens de reconnaissance, de liaison et de combat. En raison de leur visibilité et de leur vulnérabilité aux coups de l'artillerie, il convient de les dissimuler, de les employer par petits groupes (deux ou trois au maximum), de ne pas les immobiliser. On ne doit pas non plus les employer de nuit . »

- En mai 1918 un observateur souligne :

« Qu'est-ce qu’une mitrailleuse, sinon un fusil à tir accéléré. Bien avant la guerre, l'idée était venue d’augmenter sa maniabilité et, par suite, sa valeur tactique en la plaçant sur une automobile ; des sections d’auto-mitrailleuses et d'auto-canons (A. M. A. C.) furent affectées à l’arme mobile par excellence, la cavalerie.

À la Marne, les A. M. A. C. rendirent de grands services, et voici qu’au cours de la dernière offensive, elles se sont imposées définitivement [...] À la contre-attaque de Grivesnes, à la prise de Monchel, les A. M. A. C. ont pris une part décisive, s’approchant à 50 mètres du Boche et tirant jusqu'à 5.000 cartouches.

Dans une offensive rapide, l'artillerie ne pouvant suivre, elles sont l'appui indispensable de l'infanterie. »

- En 1923, l'historien du 2e Corps de cavalerie souligne à son tour l'entrée définitive des GAMAC dans la Cavalerie :

« Il y a enfin les deux corps de cavalerie modernisés. Ces formations comportent chacune trois divisions de cavalerie renforcées par des moyens modernes (escadrilles d’observation, génie, etc.). Ces corps se déplacent le long du front deux fois plus vite que les autres corps d’armée, ce qui va s’avérer très précieux pour colmater les brèches réalisées par les attaques allemandes. Surtout, ils disposent chacun d’une centaine d’automitrailleuses-autocanons équipées d’un canon de 37 millimètres et d’une mitrailleuse. Dans les phases offensives, ces groupes vont remplir toutes les missions traditionnelles de la cavalerie . »

### Disparition des GAMAC
En 1919, les groupes d'autos-mitrailleuse et d'autos-canons voient d'une part leur nombre réduit de seize à onze, et d'autre part leur dénomination changer en "groupes d'autos-mitrailleuses de cavalerie".

Deux décisions de 1922 marquent la disparition définitive des GAMAC et de leur organisation :
- Le 1er avril 1922, en termes d'organisation, deux groupes d'A.M.C. forment dorénavant un "groupement d'autos-mitrailleuses de cavalerie" sous le commandement d'un chef d'escadrons[21].
- Le 1er novembre 1922, le « groupe d'autos-mitrailleuses de cavalerie » devient un « escadron d'auto-mitrailleuses de cavalerie » (E.A.M.C.), toujours commandé par un capitaine. Deux E.A.M.C. forment un « groupe d'escadrons d'auto-mitrailleuses de cavalerie » (G.E.A.M.), au commandement d’un chef d’escadrons, affecté à une division de cavalerie, sauf de la 3ème DC de Paris dont le GEAM dispose de trois EAMC[22].

De 1922 à 1931-32, l’automitrailleuse White, seule automitrailleuse en service en France équipe les GEAM avant qu'elle ne soit remplacée par des  véhicules plus modernes comme les automitrailleuses semi-chenillées Schneider P16.
En 1939, par des regroupements d'escadrons d'auto-mitrailleuses de cavalerie, sont constitués cinq régiments d'automitrailleuses qui sont dissous un an plus tard.

## Unités et affectations principales
Les GAMAC n'ont pas d'autonomie administrative. Ceci est vraisemblablement dû à leur petite taille, environ 70 hommes, et à leur rattachement opérationnel direct à l'état-major d'une division de cavalerie qui, selon les nécessités des opérations, peut les détacher, temporairement et sans préavis, soit à une autre division de cavalerie, soit à une division d'infanterie.

### Affectations administratives
Initialement, à l'automne 1914, les groupes d’autos-canons de la Marine, composés chacun de deux sections, sont rattachés administrativement au Dépôt des équipages de la Flotte de Paris implanté au Grand Palais des Champs-Élysées à Paris.

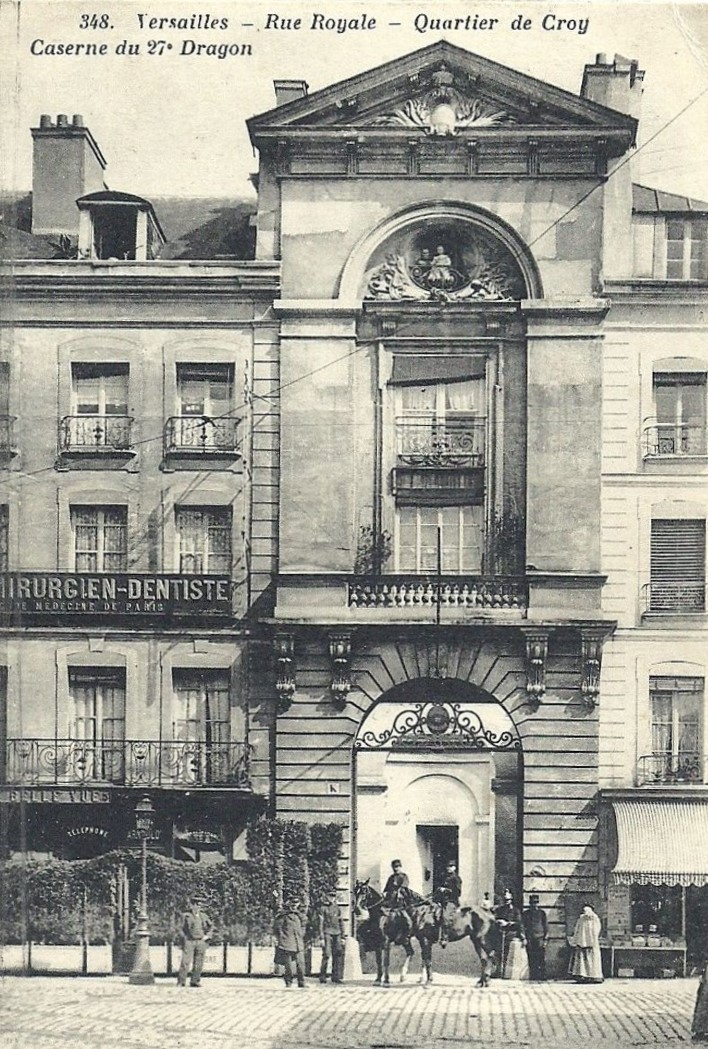
Entrée du quartier de Croy (Versailles).

Puis, en application de la dépêche constitutive du 9 mai 1915, la gestion administrative des personnels et matériels des Groupes d'autos-mitrailleuses et autos-canons est assurée par le service autos du 13e régiment d'artillerie. Moins d'un an plus tard, le 12 février 1916, le général en chef décide de remplacer les marins de Groupes d'autos-mitrailleuses par du personnel de l'armée métropolitaine. Pour une raison non explicitée, les GAMAC sont alors rattachés à la 71e batterie du 81e régiment d'artillerie lourde à tracteurs, spécialement créée à cet effet dès le 10 mars 1916. Ce rattachement va à nouveau évoluer, en conséquence directe du rattachement des GAMAC à la cavalerie décidé le 1er juin 1916, confirmé par une dépêche ministérielle du 29 juin 1916. Ainsi le 1er juillet 1916 tous les GAMAC sont rattachés administrativement au 27e régiment de dragons et plus précisément à son 13e escadron de dépôt, créé à cet effet au Quartier de Croy, caserne du régiment, rue Royale à Versailles, où a été également transféré le Centre d'Instruction des autos-mitrailleuses (CIAM),, placé sous le commandement du capitaine Arnaud de Castelbajac,,. Cette organisation perdure jusqu'à la fin de la guerre et se poursuit jusqu’à la fin septembre 1919. 

Au 1er octobre 1919, « les groupes d’A.M.A.C. sont désormais affectés à un régiment de la D. C. à laquelle ils appartiennent, pour les groupes de la métropole, ou à la formation de cavalerie la plus proche pour les groupes de l’A. O. du Maroc et de l’Afrique du Nord […] À la même date, le CIAM de Versailles est versé au groupe de cavaliers de l’École de cavalerie de Saumur ».

### Affectations organiques et opérationnelles
| Identification                                               | Création Dissolution                                                                                       | Commandant | Affectation                                                                     | Rattachement organique | JMO Cote SHD/GR (Période)                                                                                 |
| ------------------------------------------------------------ | --- | --- | ------------------------------------------------------------------------------- | --- | --- |
| 1er Groupe d'autos-canons de la Marine                       | 29 septembre 1914 - 1er mars 1916,                                                                         | Lt de vaisseau Guette (7 septembre 1914 - 1er mars 1916)                                                                                     | Brigade de fusiliers marins, amiral Ronarc'h                                    | Armée belge (10/14) Groupement Bidon (1-12/11/14) 32e C.A. (13/11/14)                                                          | 26 N 480/2 (1re DC) 25/9/1914-17/4/1917)                                                                  |
| 1er GAMAC                                                    | 1er mars 1916 Devient 1er escadron A.M.C. le 1er novembre 1922                                             | Cne Pommier (3/1916 - 4/2/1917) Cne Rouzaud (15/2/1917 - 8/1919),                                                                            | 1re DC                                                                          | 1er CC (9/1914) | 26 N 1246/1 (5/4/1916 - 18/4/1917) 26 N 1246/2 (18/4/1917 - 22/9/1919)                                    |
| 2e Groupe d'autos-canons de la Marine                        | 29 septembre 1914 - 23 mars 1916                                                                           | Lt vaisseau Barbière (25/9/914 - 7/3/1916)                                                                                                   | 1re DC                                                                          | CC Conneau | |
| 2e GAMAC                                                     | 15 avril 1916 Après septembre 1919                                                                         | Cne Labrosse-Luuyt (4/1916-9/1918), Cne Papin (9/1918-3/1920),                                                                               | 3e DC                                                                           | 1er CC (9/1914-1919) | 26 N 1246/3 (15/4/1916 - 20/9/1919)                                                                       |
| 3e Groupe d'autos-canons de la Marine                        | septembre 1914 28 mars 1916                                                                                | Lt vaisseau Guyot (1-7/10/1914) Lt vaisseau Bermon (13/11/1914-20/11/1915) Lt vaisseau Cigli (20/11/1915-28/3/1916) ,                        | 8e DC                                                                           | 3e CC (8/1915) | |
| 3e GAMAC                                                     | Créé avril 1916                                                                                            | Cne Claret de Fleurieu (4/1916) Cne de Crussol d'Uzès (10/1918)                                                                              | Initialement 8e DC dissoute le 11 août 1916 puis 2e DC à partir du 25 août 1916 | 2e DC isolée puis 2e CC (11/1916)                                                                                              | |
| 4e Groupe d'autos-canons de la Marine                        | automne 1914 1er mars 1916                                                                                 | Lt vaisseau Thirion (1/10/1914 - 24/4/1916),                                                                                                 |                                                                                 | 2e CC | |
| 4e GAMAC                                                     | Créé fin mai 1916 Dissous après avril 1919                                                                 | Cne de Castellane (5/1916-2/1919), | 4e DC                                                                           | 2e CC (9/1914) | 26 N 1246/4 (22/5/1916 - 15/4/1919)                                                                       |
| 5e Groupe d'autos-canons de la Marine                        | automne 1914 1er mars 1916                                                                                 | Ens. vais. 1ère Cl. de Chevigné (9/1914 - 28/2/1916)                                                                                         |                                                                                 | 33e Corps d'armée | |
| 5e GAMAC                                                     | Créée au printemps 1916 Dissous le 30 octobre 1917                                                         | Cne de Bourbon Châlus (4/1916 - 30/10/1917)                                                                                                  | 8e DC dissoute le 11/8/1916 puis 6e DC (11/8/16)                                | 3e CC | |
| 6e Groupe Mixte d'autos-canons                               | décembre 1914 1er mars 1916                                                                                | Lt vaisseau Guiran (8/1914 - 2/1915) Lt vaisseau Guyot (3/1915 - 6/5/1916)                                                                   | 7e DC                                                                           | Isolée | |
| 6e GAMAC                                                     | Créé fin mai 1916                                                                                          | Cne Mougel (5/1916-16/7/1917) Cne Farcis (16/7-29/12/1917) Cne de Galard (1918)                                                              | 7e DC dissoute, puis à partir du 30/10/1917 6e DC                               | 2e CC , | 26 N 1246/5 (25/5/1916 - 1/1/1917) 26 N 1246/6 (1/1/1917 - 29/12/1917)                                    |
| 7e Groupe Mixte d'autos-canons                               | Dissous le 1er mars 1916                                                                                   | Lt vaisseau Bunge (15/10/1914 - 3/6/1916) | 1re DC                                                                          | 1er CC | |
| 7e GAMAC                                                     | Créé fin mai 1916 Dissous le 11 août 1919                                                                  | Cne O'Gorman (21/6/1916-22/10/1917 Cne de Valence de Minardière (24/10/1917-31/1/1919), Cne de Brémond d'Ars (à partir du 22/2/1919)         | 1re DC                                                                          | 1er CC (9/1914) | 26 N 1246/7 (26/6/1916 - 4/9/1916) 26 N 1246/8 (4/9/1916 - 17/6/1918) 26 N 1246/9 (18/6/1918 - 10/8/1919) |
| 8e Groupe Mixte d'autos-canons                               | Créé automne 1914 Dissous le 1er mars 1916                                                                 | Lt vaisseau Leroch (11/1914 - 29/12/1915) Ens. vais. 1re Cl. Lecocq (17/1/1916 - 1/6/1916)                                                   | 9e DC                                                                           | 1er CC (10/1914) Isolée (7/1915) 3e CC (8/1915) Dissoute 20/5/1916                                                             | |
| 8e GAMAC                                                     | Créé au printemps 1916                                                                                     | Cne Leroy (5/7/1916-25/9/1917) Cne de Monsegou (1/11/1917-Mort 28/3/1918) Lt Domenech (9/4/18-Tué 24/7/1918) Cne de La Mure (2/2/1918)       | 6e DC                                                                           | 6e DC isolée (11/1914) puis 3e CC puis 2e CC (7/1917)                                                                          | |
| 9e Groupe Mixte d'autos-canons                               | Date de création non connue Dissous le 1er mars 1916                                                       | Lt vaisseau Renault (11/1914 - 4/6/1916) | 2e DC                                                                           | Isolée (8/1914) | |
| 9e GAMAC                                                     | Créé fin mai 1916                                                                                          | Cne de Miribel (26/5/1916-1918) | 2e DC                                                                           | 2e DC isolée (8/1914) puis 2e CC (11/1916)                                                                                     | 26 N 1246/10 (29/5/1916 - 25/12/1916)                                                                     |
| 10e Groupe Mixte d'autos-canons                              | Date de création non connue Dissous le 1er mars 1916                                                       | Lt vaisseau Clémentel (10/1914 - 1/3/1916)                                                                                                   | 10e DC (dissoute en mai 1916                                                    | 1er CC (9/1914) Isolée (11/1914)                                                                                               | |
| 10e GAMAC                                                    | Créé fin mai 1916 Envoyé en Roumanie (4/8/1916) Rapatrié en mai 1918                                       | Lt Saar (26/3/1916 - 5/9/1916) Cne Richemond (7/1918)                                                                                        | 2e DC (5/1918)                                                                  | - 2e CC (5-8/1916) - Gal Berthelot, Mission militaire française en Roumanie (10/1916- 5/1918) - 2e CC (à partir de l'été 1918) | |
| 11e Groupe Mixte d'autos-canons                              | Date de création non connue Dissous le 1er mars 1916                                                       | Lt vaisseau Audouin (11/1914 - 11/12/1915) Lt Vaisseau de Viguerie (11/12/1915 - 9/4/1916) Lt Tassin (9/4/1916 - 9/5/1916)                   |                                                                                 | 33e Corps d'Armée | |
| 11e GAMAC                                                    | Créé fin juin 1916                                                                                         | Cne Tassin (10/5/1916 - 12/1918) | 5e DC                                                                           | 2e CC (5/1916) 3e CC (8/1916) Isolée (12/1916) 1er CC (5/1917)                                                                 | 26 N 485/8 à 17 (5/1916-7/1919)                                                                           |
| 12e Groupe Mixte d'autos-canons                              | Date de création non connue Dissous le 1er mars 1916                                                       | Lt vaisseau Colson (10/1914 - 24/3/1916) |                                                                                 | 17e Corps d'Armée | |
| 12e GAMAC                                                    | Date de création non connue                                                                                | Lt Despierre (29/3/1916-9/1916) Cne Chalmeton (10/1916-2/1918) Cne Walbaum (2/1918-15/12/1918) Cne Colonna de Giavellina (15/12/1918)        | 3e DC                                                                           | 1er CC (9/1914) | |
| 13e Groupe Mixte d'autos-canons                              | Eté 1914 Dissous le 1er mars 1916                                                                          | Lt vaisseau Masquart (5/1915), | 5e DC (9/1914-5/1916)                                                           | 2e CC (9/1914-7/1916) 17e Corps d'Armée                                                                                        | 26 N 485/1 à 8 (9/1914-5/1916)                                                                            |
| 13e GAMAC                                                    | Créé le 22 mai 1916                                                                                        | Cne Desbruges (5/1916-?) Cne Dubois (?-30/4/1918), Cne Gelin (5/18-1919),                                                                    | 5e DC (5/1916-6/1919)                                                           | 3e CC (8/1916) Isolée (12/1916) 1er CC (5/1917-1919)                                                                           | 26 N 485/8 à 17 (5/1916-7/1919)                                                                           |
| 14e Groupe Mixte d'autos-canons                              | Eté 1914 Dissous le 1er mars 1916                                                                          | Lt de vaisseau de Vogüé (1915), | 6e DC (12/6/1915)                                                               | 2e CC (9/1914) 3e CC (9/1915)                                                                                                  | |
| 14e GAMAC                                                    | Printemps 1916                                                                                             | Cne de Fleurieu (1916-1918) Cne d'Andurain (11/1918)                                                                                         | À l'Intérieur (8/1916) 7e DC                                                    | 3e CC | |
| 15e Groupe Mixte d'autos-canons                              | Eté 1914 Dissous le 1er mars 1916                                                                          | Lt de vaisseau Hergault | 2e CC (9/1914)                                                                  | 17e Corps d'Armée | |
| 15e GAMAC                                                    | Créé au printemps 1916 Dissous après nov. 1919                                                             | Cn Le Poupon Cne Chrétien Lalanne (4/3/1917-15/9/1917) Cne de Lastic Saint-Jal (3/10/1917-17/2/1919) Cne Lechevalier (à partir du 24/2/1919) | 4e DC                                                                           | 2e CC (9/1914) | 26 N 1246/11 (24/3/1918 - 17/11/1919)                                                                     |
| Il n'y a pas de 16e Groupe mixte d'autos-canons de la Marine | | |                                                                                 | | |
| 16e GAMAC                                                    | Identité du 18e GAMAC (ex-« Batterie Drouet ») à partir du 1er juillet 1916 Dissous le 31 août 1919 à Lyon | Cne Drouet (1916-1918) Lt puis Cne de Chargères                                                                                              | 7e DC                                                                           | Isolée (8/1914) Dissoute (23/7/1917)                                                                                           | 26 N 1246/12 (17/10/1914 - 31/12/1916)                                                                    |
| 17e Groupe Mixte d'autos-canons                              | créé le 7 juillet 1915 Dissous le 1er mars 1916                                                            | Lt de vaisseau de Laurencie | 2e CC (9/1914)                                                                  | 17e Corps d'Armée | |
| 17e GAMAC                                                    | créé le 28 avril 1916                                                                                      | Cne Cournot | 6e DC                                                                           | Isolée (12/1916) 2e CC (10/1917)                                                                                               | |
| Batterie d'auto-canons mitrailleuses du capitaine Drouet     | Créée en octobre 1914                                                                                      | Cne Drouet (1916-1918) |                                                                                 | Corps de cavalerie coloniale                                                                                                   | 26 N 1246/12 (17/10/1914 - 31/12/1916)\|                                                                  |
| 18e Groupe d'autos-canons de Marine                          | Identité du groupe entre le 15 juin 1915 et le 1er juillet 1916 où il devient le 16e GAMAC                 | Cne Drouet (1916-1918) | 7e DC                                                                           | Isolée (8/1914) Dissoute (23/7/1917)                                                                                           | 26 N 1246/12 (17/10/1914 - 31/12/1916)\|                                                                  |
| 18e Groupe d'autos-mitrailleuses de cavalerie (1920-1922)    | Créé au début de 1920                                                                                      | Cne Bruyant Cne de Dampierre Cne Juin de Baissé                                                                                              | Troupes d'occupation du Maroc                                                   | | |

Les corps de cavalerie sont dotés de groupes d'autos-canons-mitrailleuses au niveau de leur état-major à partir de 1918.
- Le 1er CC en janvier 1918[81].
- le 2e CC avec un groupe en juillet 1918[82] et un deuxième en novembre 1918 [82].

### Distinctions
- Croix de guerre

La Croix de guerre est attribuée aux unités ayant été citées une fois à l'ordre du corps d'armée :

4e Groupe, citation du 2 avril 1918.
- Croix de guerre et fourragère

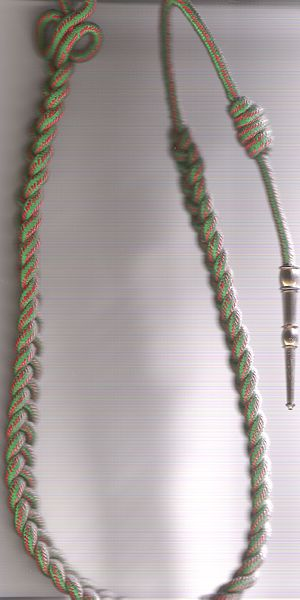
Fourragère aux couleurs de la croix de guerre 1914-1918

La moitié des groupes d'automitrailleuses et autocanons ayant été cités deux fois à l'ordre de l'armée reçoivent la Croix de Guerre 1914-1918 et leurs personnels peuvent en conséquence en porter la fourragère.
1er Groupe, citations du 24 avril 1918 et du 19 août 1918, décision du 19 août 1918.
6e Groupe, citations du 24 avril 1918 et du 17 décembre 1918, décision du 19 décembre 1918.
7e Groupe, citations du 24 avril 1918 et du 13 juillet 1918, décision du 13 août 1918.
8e Groupe, citations du 24 avril 1918 et du 17 décembre 1918, décision du 19 décembre 1918.
9e Groupe, citations du 3 avril 1918 et du 8 mai 1918, décision du 27 juin 1918.
11e Groupe, citations du 30 avril 1918 et du 6 février 1919, décision du 17 février 1919.
13e Groupe, citations du 30 avril 1918 et du 22 février 1919, décision du 1er mars 1919.
16e Groupe, anciennement Groupe batterie d’auto-canons du capitaine d’artillerie coloniale Drouet, puis 18e Groupe d'auto-canons, citations du 17 décembre 1914 et du 15 mai 1918, décision du 27 juin 1918.
- Participation aux défilés de la Fête nationale[N 8]

Défilé du 14 juillet 1919 aux Champs-Élysées
La cavalerie ferme la marche du Défilé de la Victoire et aligne trois autos-mitrailleuses et deux autos-canons , qui elles-mêmes précèdent les chars Renault. C'est la première apparition publique à Paris de ces nouveaux véhicules blindés.

Cinq voitures des GAMAC au défilé de la Victoire.
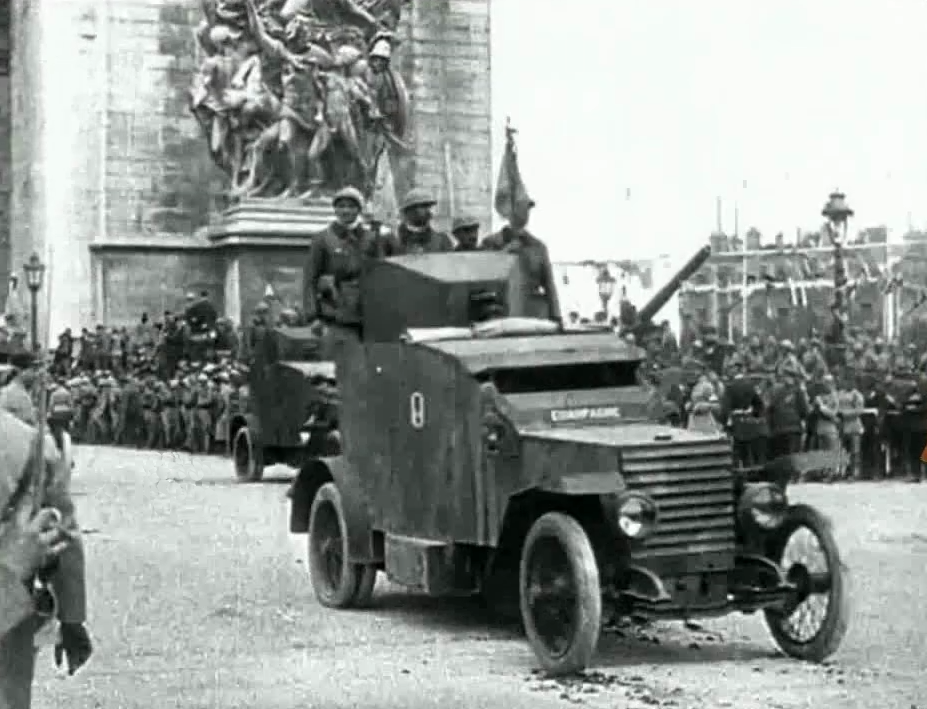
Place de l’Étoile.
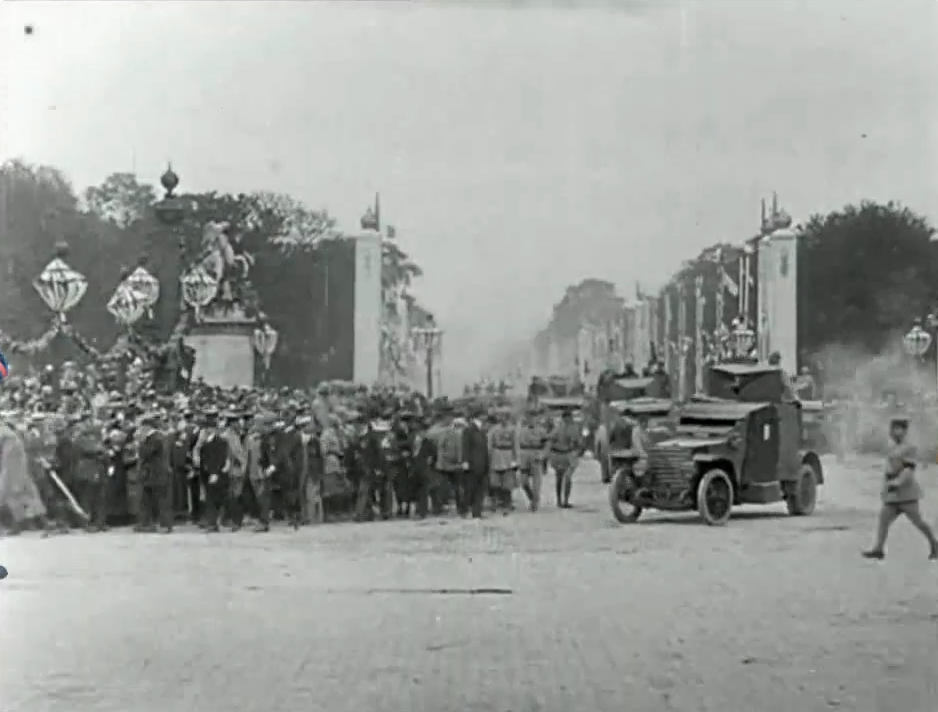
Place de la Concorde.
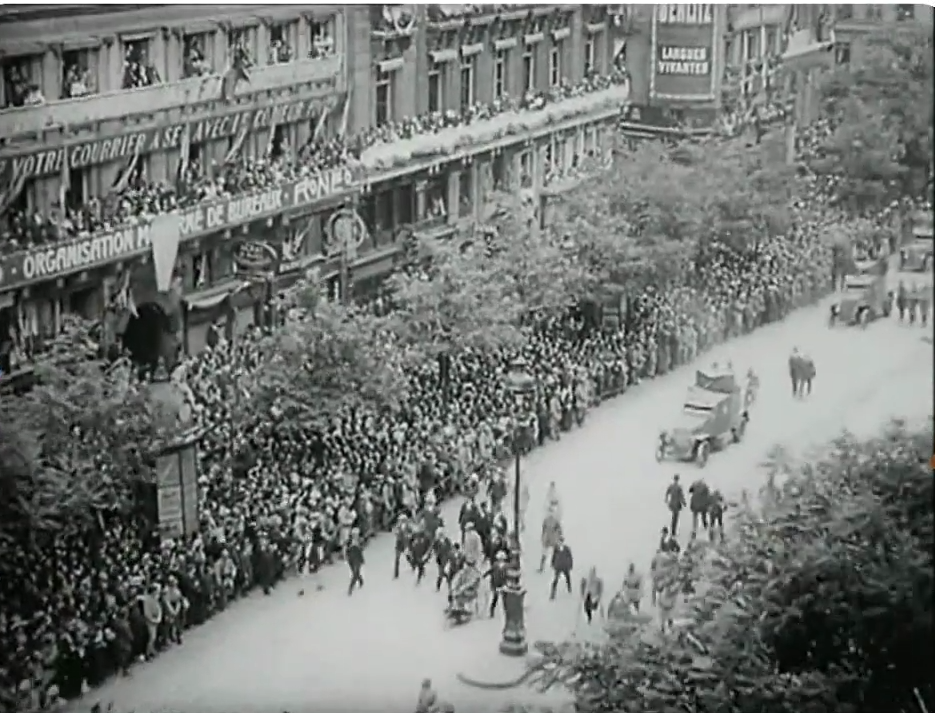
Boulevard des Italiens.

Défilé du 14 juillet 1920 à Vincennes
Les deux Groupes d'autos-mitrailleuses-autos-canons de la 1re  DC participent au défilé du 14 juillet 1920 à l'Hippodrome de Vincennes avec d'autres unités de cavalerie honorées lors de cette manifestation patriotique. Ils paradent à la « Une » du Petit Parisien du 15 juillet 1920.

## Personnels

### Première époque: principalement fournis par la Marine
Le premier groupe d'autos-mitrailleuses-autos-canons formé et commandé par le lieutenant de vaisseau P. Guette sur instruction du général Gallieni se compose, début septembre 1914, de l'enseigne de vaisseau Réveillaud et de quelques marins inemployés sur leurs bâtiments. Ils sont rapidement rejoints par  des second-maîtres, quartier-maîtres, des matelots, quelques sous-officiers et hommes de troupe précédemment affectés à des régiments de dragons, d'infanterie, d'artillerie qui, réunis en quelques jours, permettent de constituer les équipages de deux sections, composée chacune de trois véhicules armés et d'un véhicule de ravitaillement. Si l'on ignore comment et pourquoi ces soldats et matelots se sont trouvés enrôlés dans cette aventure, on peut penser qu'ils sont tous capables d'utiliser au mieux le canon de 37 mm à tir rapide de la Marine dans un contexte opérationnel complètement inédit.
Au total, au tout début de la « Course à la mer », le groupe du Lt de vaisseau Guette aligne ainsi une quarantaine d'hommes dont 2 officiers de marine, 3 officiers-mariniers et 35 matelots. En juin 1915, au fil des rencontres avec d'autres unités et dans des conditions administratives non déterminées, son « groupe a doublé d'importance ayant glané deux fantassins, deux soldats d'infanterie coloniale, un de la Légion, un zouave, deux dragons, trois chasseurs à cheval, huit sapeurs du génie, [...] et de petites fractions isolées avec leur propre personnel ».
La constitution en septembre-octobre 1914 des douze autres groupes AMAC commandés par des officiers de marine semble plus organisée, tout en se calant sur le même schéma organisationnel : 

1 lieutenant de vaisseau, 1 enseigne de vaisseau, 1 lieutenant, 1 sous-lieutenant, 3 adjudants, 3 maréchaux-des-logis, 3 second-maîtres, 2 maîtres de mousquetterie, 1 mécanicien, 8 quartier-maîtres, 4 brigadiers, 40 matelots, 13 soldats.

### Deuxième époque: issus de trois armes de l'Armée de Terre
- Recrutement et formation

L'instruction du 12 février 1916 du Général en Chef renvoie les personnels de la Marine à leurs unités et prescrit que les officiers encadrant les GAMAC proviennent désormais de régiments de cavalerie, d'artillerie et plus rarement de régiments d'infanterie dont ils sont seulement détachés, leur corps d'origine continuant à assurer la gestion de leur carrière.
Conformément à la Décision du sous-secrétaire d’État de l’Artillerie n°32 106 3/3 (novembre 1915), la plupart des sous-officiers et, semble t-il la quasi-totalité des hommes de troupe ont été versés dans les groupes automobiles à la suite de déclaration d'inaptitude au combat par les commissions de réforme à la suite de blessures, plus ou moins invalidantes et/ou d'intoxication par les gaz .
Ces personnels n'ayant jamais manipulés d'armes automatiques sont entraînés à leur emploi au Centre d'instruction des autos-mitrailleuses (CIAM) initialement implanté à Boulogne-sur-Seine à côté des usines Renault fabricants des nouveaux véhicules blindés, transféré à Versailles à la caserne du 27e régiment de dragons en juillet 1916, lors du rattachement administratif des GAMAC à ce régiment.
- Effectifs

Dans sa composition en ordre de bataille le commandement d'un groupe d'autos-mitrailleuses et d'autos-canons, fort d'environ 65 hommes en effectif complet, est assuré par un chef de groupe et trois chefs de sections/pelotons. Les appellations varient selon les groupes et les circonstances tant du fait de la petite taille de la formation que des armes d'origine des personnels qui la composent.
Officiers
Le groupe compte, en principe, 4 officiers, le capitaine, commandant le groupe, et trois lieutenants ou sous-lieutenants, chacun commandant une section. Les JMO montrent qu'en fait une des sections est fréquemment commandée par un adjudant-chef, plus rarement par un adjudant.
Sous-officiers
En principe un groupe compte 8 maréchaux des logis :
3 chefs de véhicule auto-canon, 3 chefs de ravitaillement, un par section, 1 chef d'atelier, 1 comptable.
Hommes de troupe
Les hommes de troupe, appelés cavaliers ou canonniers selon les groupes et sans doute selon l'arme d'origine du commandant de groupe, se répartissent ainsi :

6 brigadiers, chefs de véhicules auto-mitrailleuse, 9 maître-pointeurs, un par véhicule blindé, 9 servants, un par véhicule blindé, 20 conducteurs, un par véhicule plus trois en réserve, 4 agents de liaison, certains disposant d'une moto.
Autres personnels
1 infirmier, 3 ouvriers (spécialistes respectivement de l'armement, du fer et du bois).
- Composition des unités du groupe

La section
En ordre de marche, une section se compose de 2 véhicules autos-mitrailleuses, 1 véhicule auto-canon, et une motocyclette de liaison. Selon les missions, reconnaissance, combat, surveillance, les sections sont fréquemment reconfigurées pour être constituées de façon homogène en section ou sous-section de mitrailleuses ou de canons.

Lors de nombreuses et longues phases de combat à pied au service des tranchées, décrites dans les Journaux des Marches et Opérations des GAMAC, les hommes normalement affectés à un véhicule demeurent sous les ordres de leur encadrement habituel.

## Matériels
De septembre 1914 à juin 1916, période d'activité des premières unités d'autos-mitrailleuses et autos-canons sous commandement de lieutenants de vaisseau détachés de la Marine, les caractéristiques des matériels, véhicules et armements varient dans le temps et d'un groupe AMAC à un autre. Cette diversité résulte de la jeunesse de ce type de moyens et des atermoiements à leur égard de la haute hiérarchie militaire dont seule vient à bout la détermination farouche de quelques personnalités marquantes comme le général Gallieni, aidé d'une poignée de jeunes officiers convaincus qu'il faut penser la guerre autrement qu'avec les moyens de 1870.
Du caractère innovant de ces armes découle un enchaînement d'essais-erreurs tant sur la conception/construction des véhicules blindés que sur l'installation des armes à leur bord. En conséquence, aucune étude n'a pu déterminer avec précision la date d'implantation d'un modèle particulier de véhicule auto-mitrailleuse ou auto-canon dans chacun des GAMAC, les nombreuses photos de presse ou d'albums n'étant d'aucune aide, faute de légende ou du fait de légendes manifestement erronées.

### Véhicules
En ordre de bataille un groupe d'autos-mitrailleuses et autos-canons doit aligner 17 véhicules:
6 véhicules blindés, chacun armé de 2 mitrailleuses, une fixée à la voiture l'autre, mobile, utilisable pour le combat à pied, en réalité à poste fixe, souvent lors du service à la tranchée.
3 véhicules blindés, chacun armé d'un canon de 37 mm.
4 véhicules de tourisme pour les liaisons, un pour le chef de groupe et un par section.
3 camions de ravitaillement, un par section.
1 camion-atelier.
- L'auto-mitrailleuse

Une auto-mitrailleuse Renault modèle 1914, matricule 17 843.
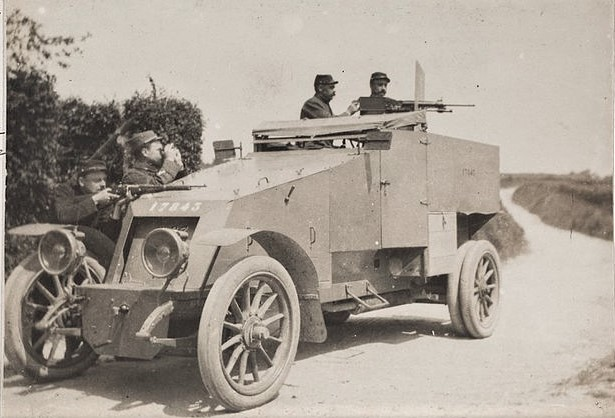
La première auto-mitrailleuse Renault modèle 1914
- Une auto-mitrailleuse Renault modèle 1914, matricule 17 843.
- En 1914
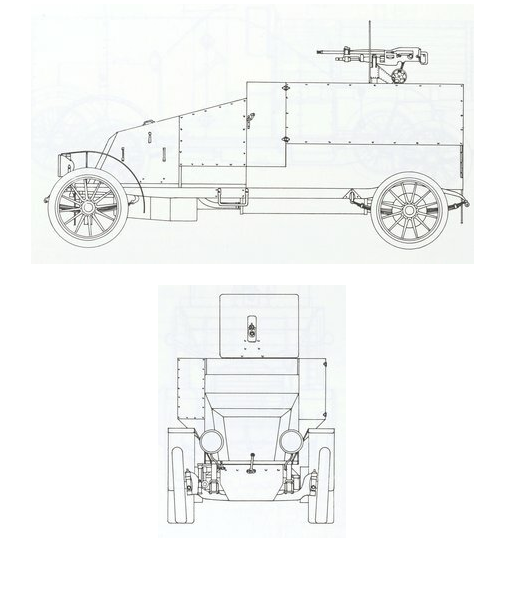
Schémas profil face
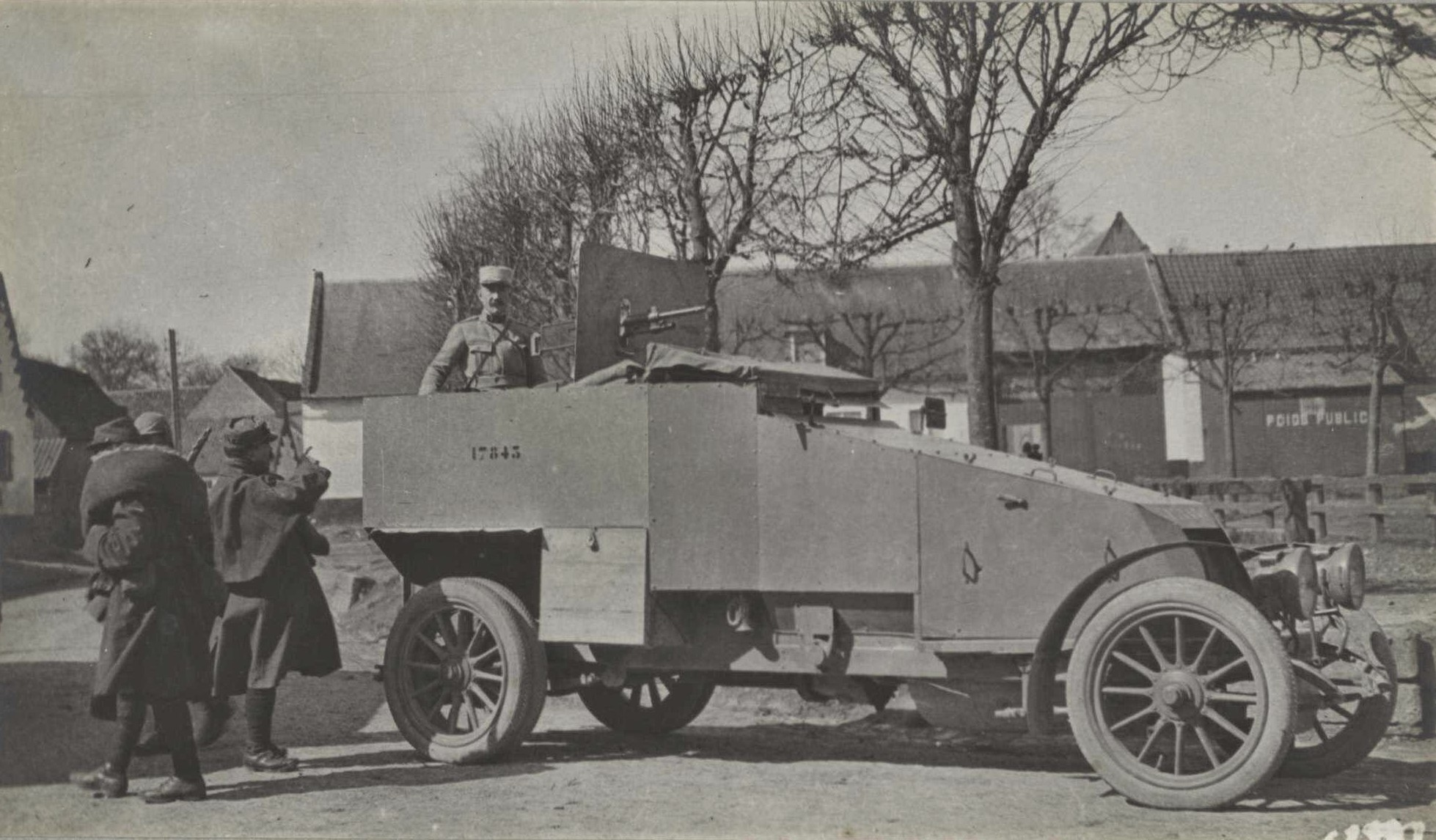
En 1915

Les groupes d'autos-canons et d'autos-mitrailleuses, créés par le général Gallieni en septembre 1914, placés sous le  commandement d'un lieutenant de vaisseau, sont dotés de véhicules blindés innovants construits par l’établissement d'artillerie de Vincennes sur un châssis Renault 20 CV selon les directives des spécialistes de l'état-major du gouverneur de Paris, sous la supervision des capitaines Genty et Renaud.
* L'auto-mitrailleuse Renault modèle 1915
- Auto-mitrailleuse Renault, modèle 1915.

Auto-mitrailleuse Renault, modèle 1915.
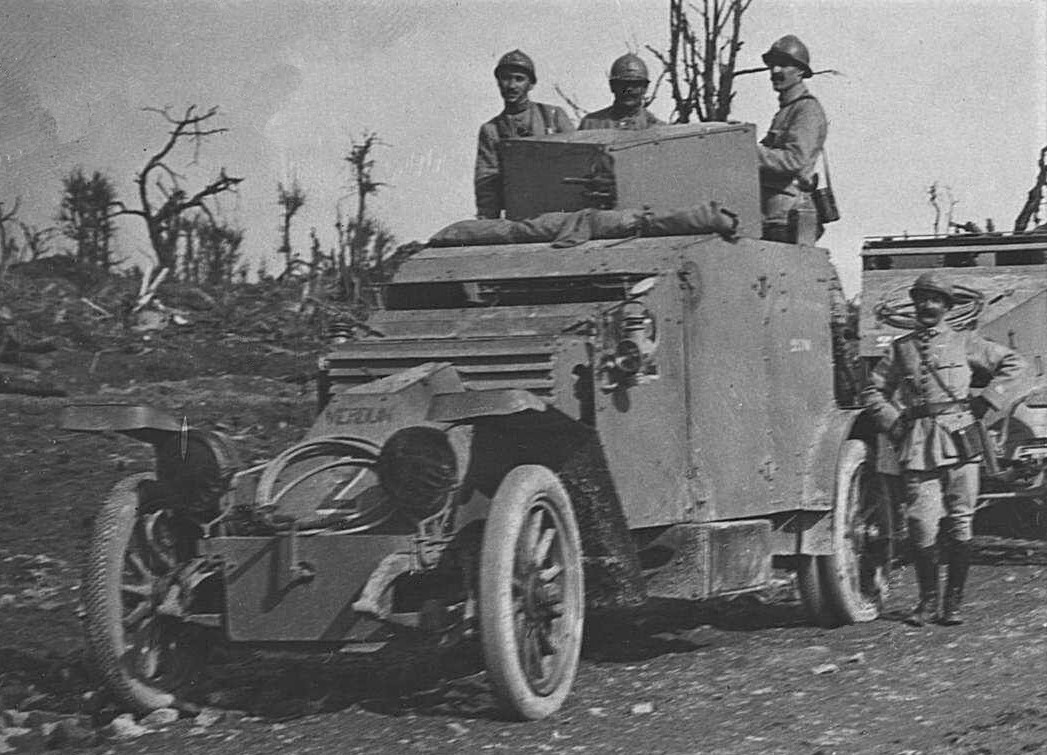
En 1916 à Maurepas (80)
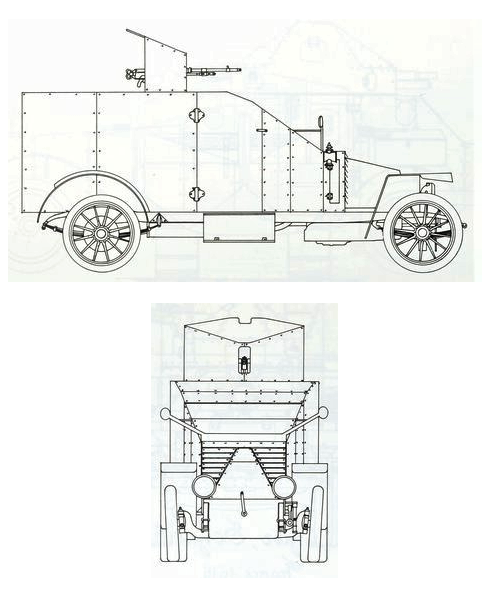
Schémas profil face
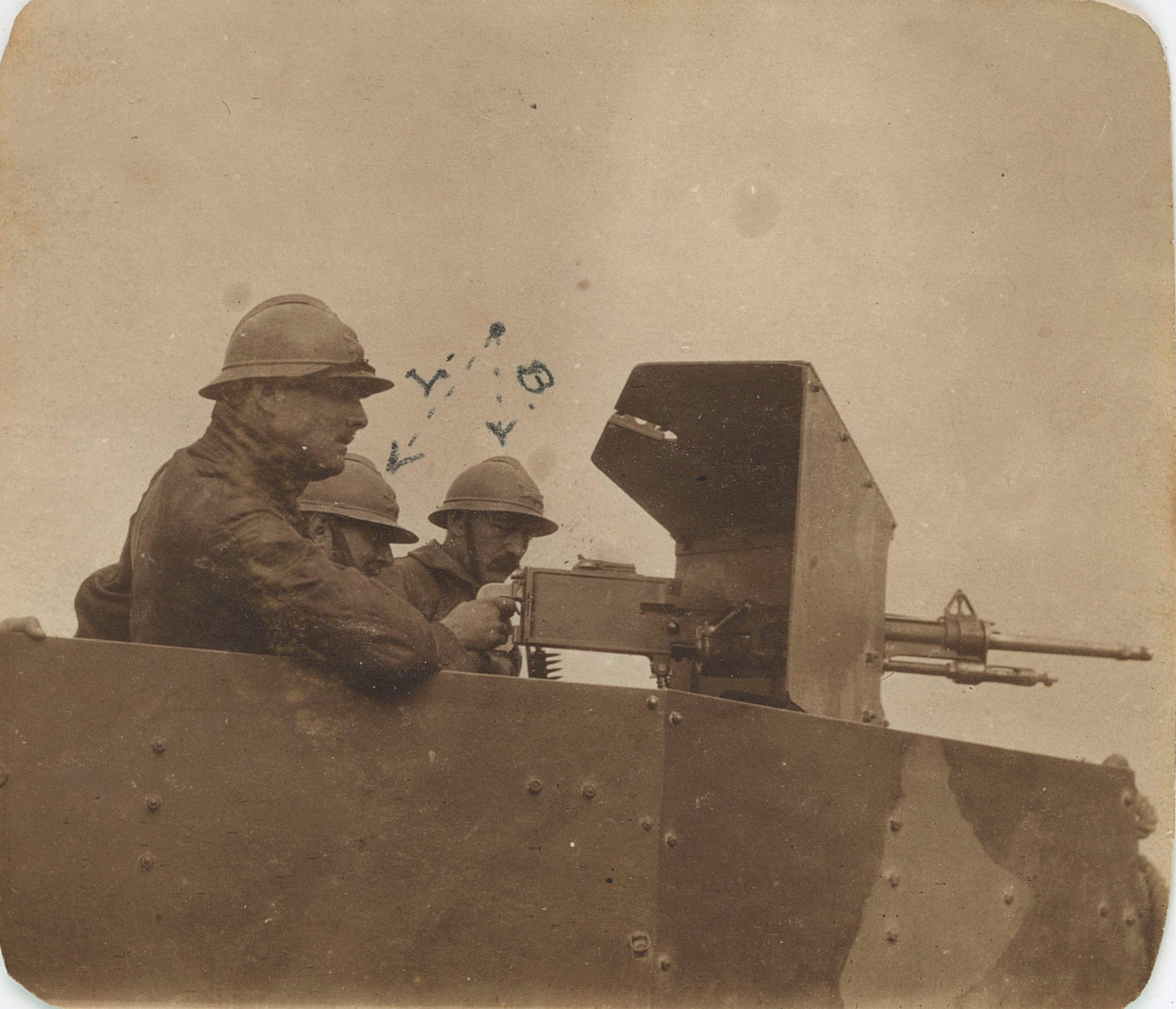
P. Lamaison et B... (sept. 1916).

Le modèle 1915 bénéficie de plusieurs améliorations :

- blindage plus épais

- masque de protection des servants plus enveloppant

- ventilation du moteur améliorée par l'aménagement de larges lamelles horizontales donnant au véhicule une apparence caractéristique 
 
- plateau légèrement plus long donnant plus d'espace aux servants de la pièce

- rétroviseurs circulaires rabattables et plus solides...
- L'auto-canon

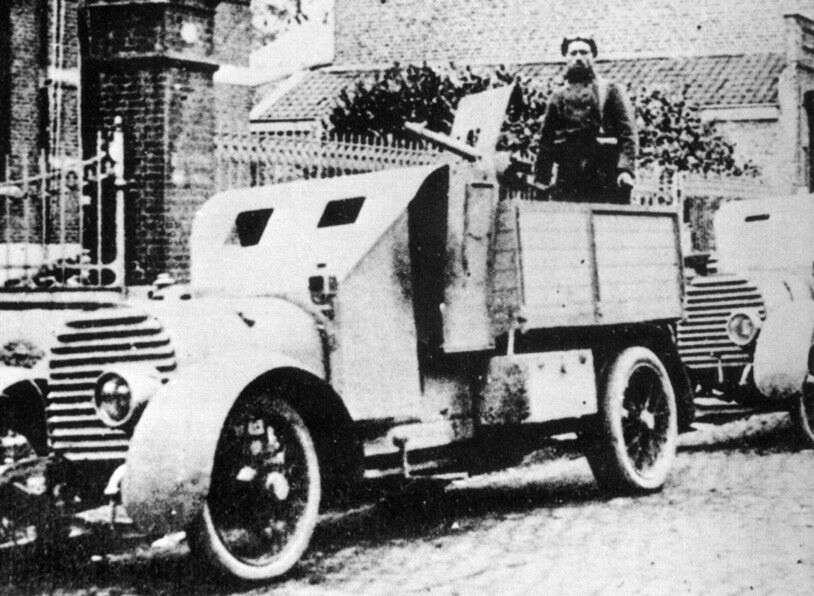
« Auto-canon baquet » (1914).

Auto-canon Peugeot, modèle 1915.
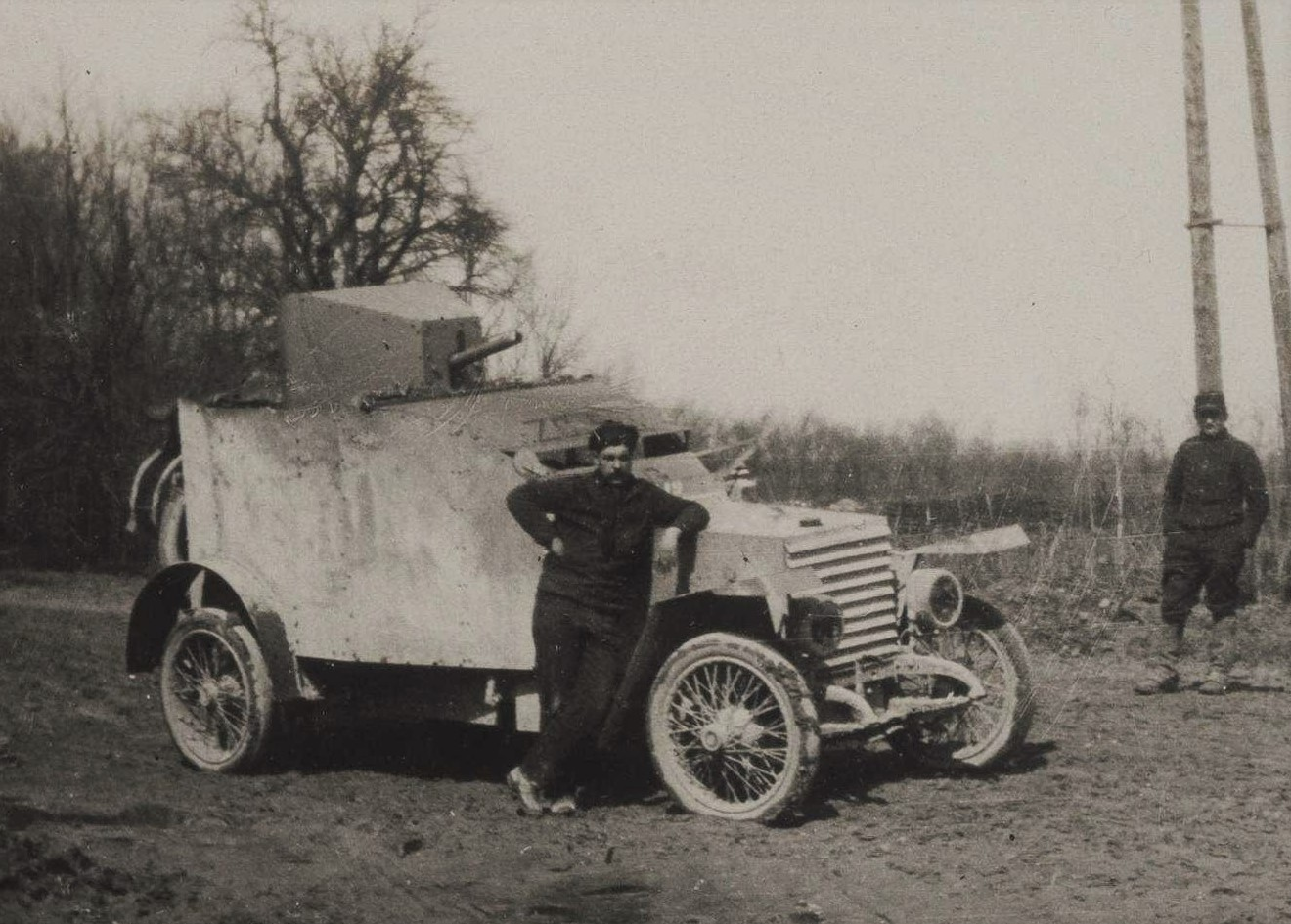
Les premiers auto-canons Peugeot de 1914 Initialement, l'auto-canon « c'était, sur un châssis de tourisme, un baquet de bois aux parois basses, à peine doublé dans ses parties les plus vulnérables par une mince plaque d’acier, avec, au milieu du fond, le canon, dont le pivot s'emmanchait dans un fort billot. Pour protéger les deux servants, un petit masque étroit ; quant aux conducteurs ils devaient se contenter d'un coupevent métallique, tout juste bon à arrêter... le vent en effet et aussi la pluie  »
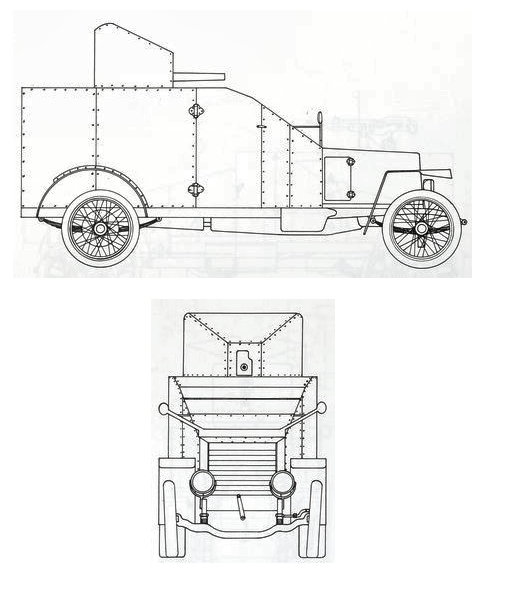
L'auto-canon Peugeot modèle 1915 Conçu à la fin de 1914, l'auto-canon blindé modèle 1915 équipe les 6e et 7e groupes dès la fin janvier 1915. Les autres groupes bénéficient de ce nouveau véhicule à mesure des livraisons.
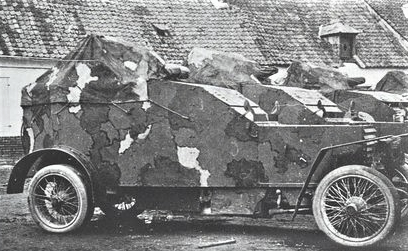
Auto-canon Peugeot, modèle 1915.
- Auto-canon Peugeot 1915
- Schéma auto-canon 1915
- Auto-canon avec camouflage

- L'auto-canon-mitrailleuse à marche réversible sur châssis américain White

Un blindage renforcé, la maniabilité, grâce à deux postes de conduite, avant et arrière, une tourelle à rotation complète dotée d'un canon et d'une mitrailleuse en opposition, donnent au modèle White TBC un avantage définitif aux unités qui en sont équipées à partir de fin 1918-printemps 1919, même si les commentaires du premier utilisateur ne sont guère flatteurs pour ce nouvel équipement lors de sa sortie des usines Berliet de Vénissieux.

Auto-canon-mitrailleuses de Ségur-Lorfeuvre sur châssis White.
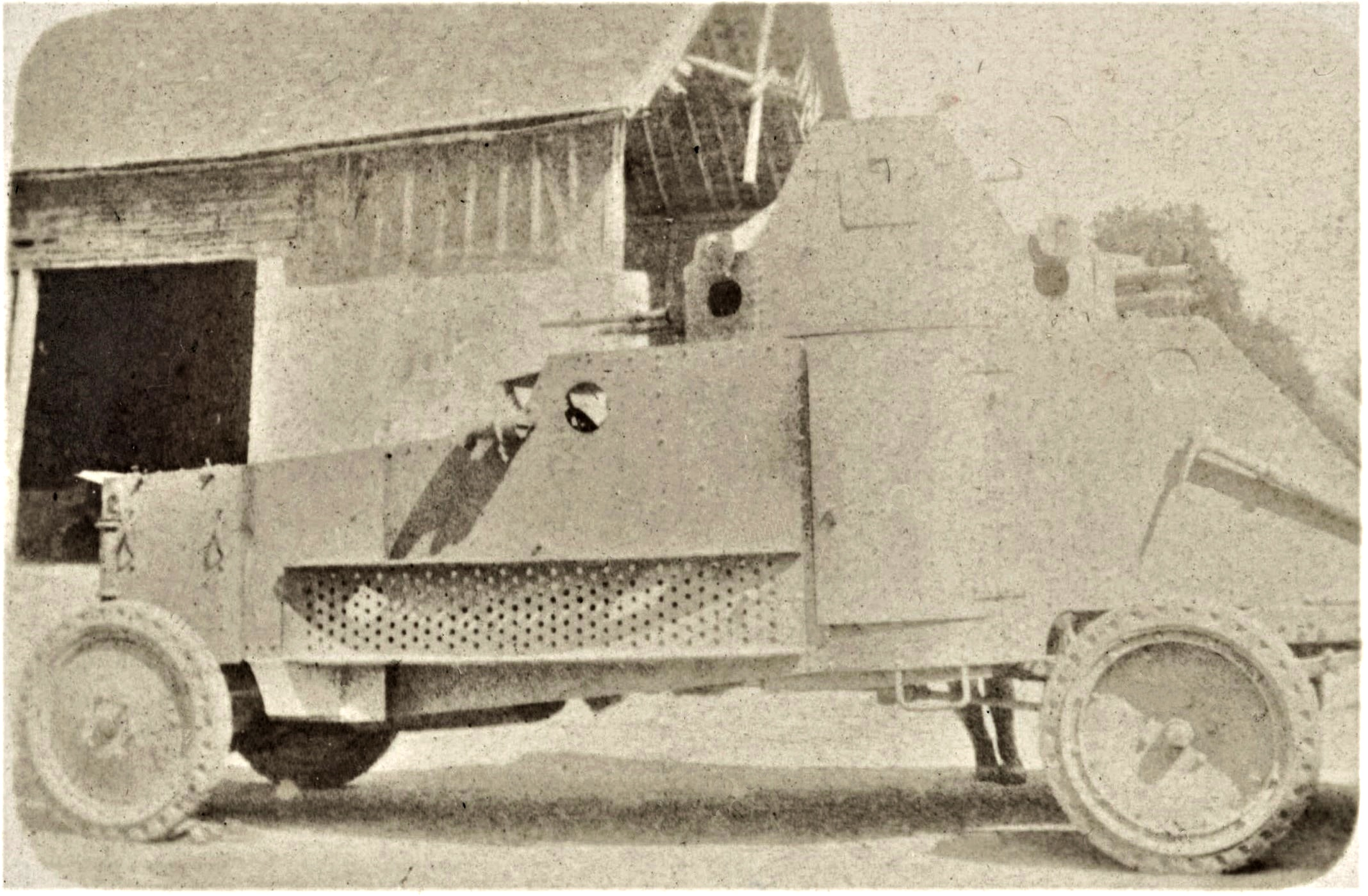
Une première sortie.
Sarrebruck octobre 1919.
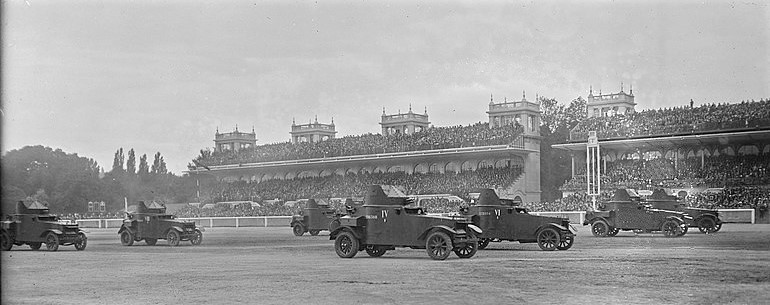
Défilé du 14 juillet 1922 à l'hippodrome de Longchamp.

### Armement
Deux types d'armes équipent les GAMAC, les mitrailleuses et les canons de 37 mm.
- Les mitrailleuses. Chaque auto-mitrailleuse dispose de deux mitrailleuses, une mitrailleuse à poste fixe, néanmoins démontable, et une mitrailleuse mobile avec son tripode. Lors du service aux tranchées, ces armes sont confiées aux mitrailleurs et maîtres pointeurs. Les mitrailleuses peuvent également être utilisées dans le tir contre avions. Dans ce cas la mitrailleuse est montée sur le plateau du véhicule avec un affût spécial. Deux modèles de mitrailleuses se sont succédé dans les groupes :
  - La mitrailleuse Saint-Étienne modèle 1907. Cette arme présente de nombreux inconvénients techniques, un échauffement excessif lors d'une séquence de tir prolongée[93] et globalement un fonctionnement complexe qui en font une arme peu appréciée des personnels[N 12].
  - La Mitrailleuse Hotchkiss modèle 1914 remplace en principe la mitrailleuse de Saint-Étienne à partir de juillet 1916[N 13]. De calibre 8 mm elle est une version améliorée du premier modèle 1900[93].
- Les canons de 37 mm

Dans la première commande du général Gallieni à l'atelier de Vincennes, les autos-canons sont équipés de canons de 37mm à tir rapide de type Marine modèle 1885.
Les véhicules blindés sont ensuite équipés d'un Canon de 37 mm modèle 1916 TR, lui-même démontable et utilisable sur affût dans les secteurs de tranchées.
Il sera remplacé par le canon de 37 mm SA 18 en 1918 sur les nouvelles autos-mitrailleuses White TBC.

## Lejournal de tranchéesdes GAMAC,Taca Tac Teuf Teuf
En janvier 1917 parait le premier numéro de Taca Tac Teuf Teuf, Journal des groupes d'autos-mitrailleuses, édité par le 12e groupe d'autos-mitrailleuses sous la direction d'Édouard Sené, journaliste, mitrailleur affecté à ce groupe depuis mars 1916, maréchal des logis en 1917.
Composé et imprimé à Paris par l'Imprimerie des Arts et des Sports , Taca Tac Teuf Teuf se présente comme une publication de qualité professionnelle dont les articles, largement illustrés, sont disposés en deux colonnes, sur 12 pages pour les 7 premiers numéros, puis sur 8 pages.
Le lecteur y trouve les grands classiques de cette presse : caricatures, informations pratiques, résultats des compétitions inter-unités, promotions, citations et décorations honorant tous les personnels, officiers, sous-officiers et hommes de troupe et aussi articles culturels et littéraires, poèmes et chansons conçus par les soldats les plus inspirés de ces groupes, dont certains sont des professionnels de la plume ou du crayon.
La plupart des illustrations sont signées Del Marle, né en 1889, peintre futuriste et Pierre Lamaison, né en 1896, jeune engagé volontaire, futur éditeur-illustrateur, qui signe aussi Pierre Lebasque. Outre Édouard Sené, les articles sont signés Jean E. Bayard, Jean de Létraz, né en 1897, jeune engagé volontaire, mitrailleur au 3e GAMAC, futur auteur dramatique à succès.

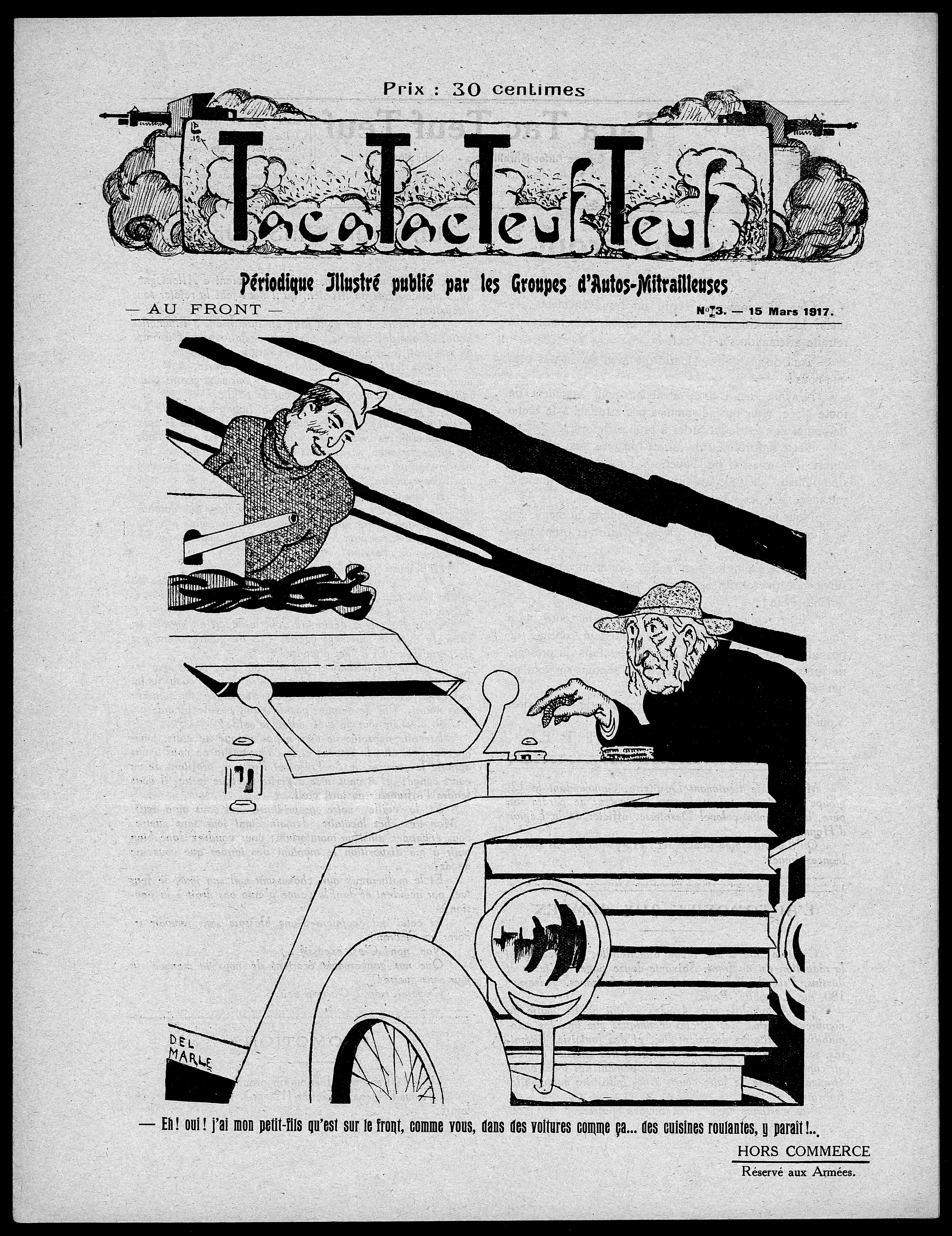
La UNE du n°3 (F. Del Marle).
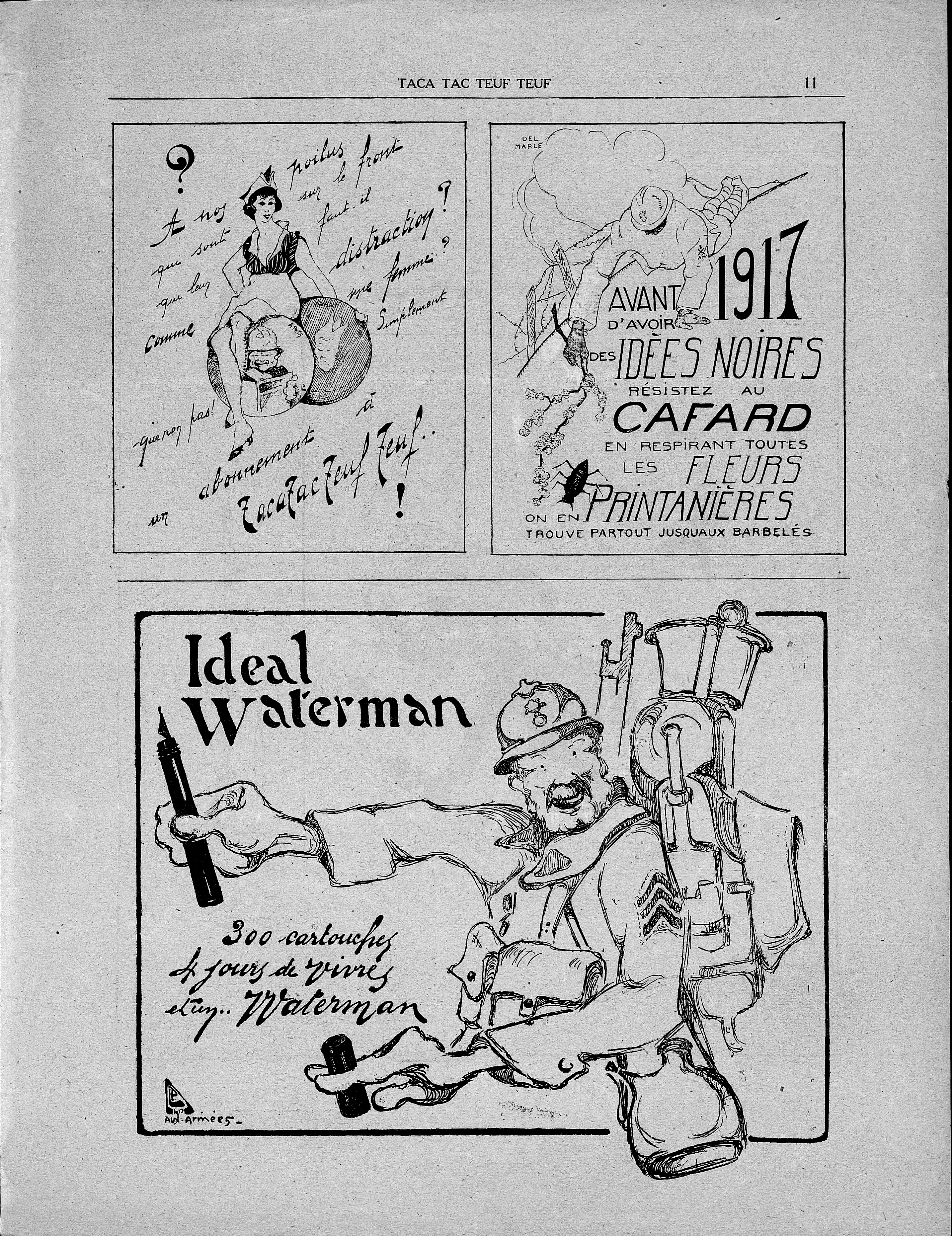
« Annonces », n°4 (Del Marle, Lamaison).

Le Gaulois, dans une chronique de 1919 récapitulant les mérites des principaux journaux du front, présente :

« Le célèbre « TacaTacTeufTeuf », périodique illustré des autos-mitrailleuses, directeur Édouard Sené, l'excellent poète. « TacaTacTeufTeuf » a publié de poignants dessins de Del Marle. »